# オルコックアラビアン
オルコックアラビアン（Alcock Arabian）とは、サラブレッドの始祖の一頭である。父系子孫としてダービー馬を出すなど三大始祖以外では最も有力な父系の一つを形成した。芦毛の始祖としても知られる。なお、ペラムズグレイアラブ（Pelham's Grey Arab）など別名とされるものが複数存在する。
オルコックアラビアンが登場するのは、ジェネラルスタッドブック第1巻第4部。ここには三大始祖を含む102頭の輸入種牡馬群が記載されている。通説ではこの馬は、1700年代にロバート・サットンによってコンスタンティノープルから輸入された純血アラブとする。また、実はイギリス生まれで、カーウェンズベイバルブ（Curwen's Bay Barb）の産駒であるとの説も根強い。ともかく1720年代にリンカンシャー州で供用されていた事が記録に残っている。1722年にはバストメア（Basto mare）との間にクラブ（Crab）を産み、1728年には産駒の勝ち数がイギリス最多を記録した。プライアーのメモには、1723年に死亡したと書かれているが、1726年生まれの仔の存在する事と矛盾しており、死亡日は不明である。
インドハイデラバード州では、本馬を記念するオルコックバルブステークス（IND-G3）が行われている。また、セガ（後のセガ・インタラクティブ）のメダルゲームのSTARHORSEシリーズに大逃げ馬として登場する。

## サイアーライン
- 比較的重要と思われる馬のみ。（f）は牝馬

- Alcock Arabian　1700,3,4頃生?、1709イギリス輸入?
  - Alcock's Spot　1722
  - Gentleman　1723
  - Crab　1722
    - Blossom（f）　不明、現在に芦毛を継承
    - Crab Mare（f）　1750、現在に芦毛を継承
    - Rib　1736
    - Bustard　1741
      - Gamahoe
        - Cromaboo　1774
        - Lennox　1776

    - Othello　1743
      - Creeping Polly（f）　1756、キングファーガスの母

    - Oroonoko　1745
      - Quick's Brunswick　1759
        - Skipwith's Conway's　1772
          - Cassius　1778

    - Othelo　1746
    - Shepherd's Crab　1747
      - Lath　1763
        - Tippoo Saib　1780

    - Brilliant　1750
      - Bellario　1763

    - Spectator　1749
      - Sister to Juno（f）　1763、ダイオメドの母
      - Mark Anthony　1767
        - Aimwell　1782、Epsom Derby
        - Mark Anthony Mare IV（f）　1788-1808?